# Ängsmalmätare
Ängsmalmätare, Eupithecia subumbrata, är en fjärilsart som beskrevs av Michael Denis och Ignaz Schiffermüller, 1775. Ängsmalmätare ingår i släktet Eupithecia och familjen mätare, Geometridae. Enligt den svenska rödlistan är arten missgynnad, NT, i Sverige. Arten förekommer allmänt från Skåne till Jämtland. En underart finns listad i Catalogue of Life, Eupithecia subumbrata iliata Schütze, 1956.

## Bildgalleri

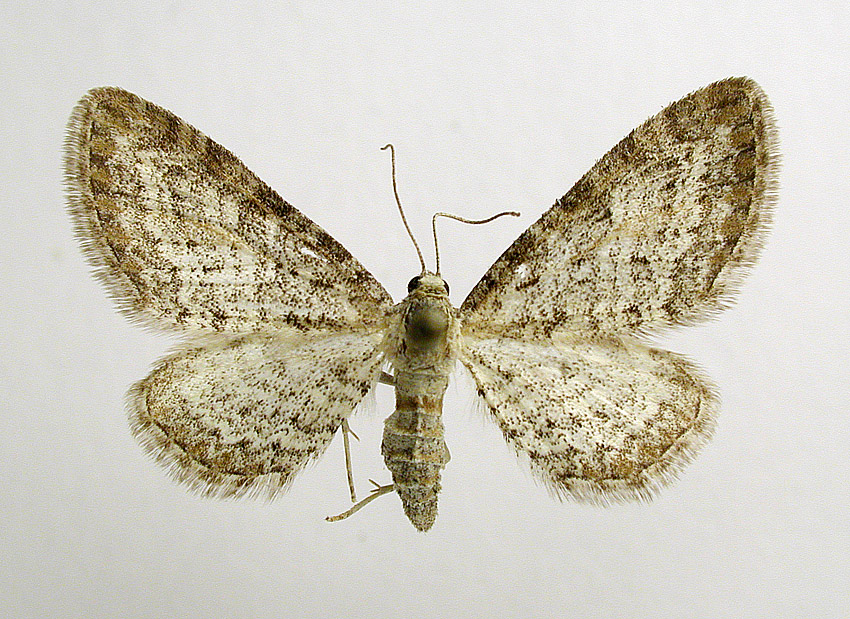
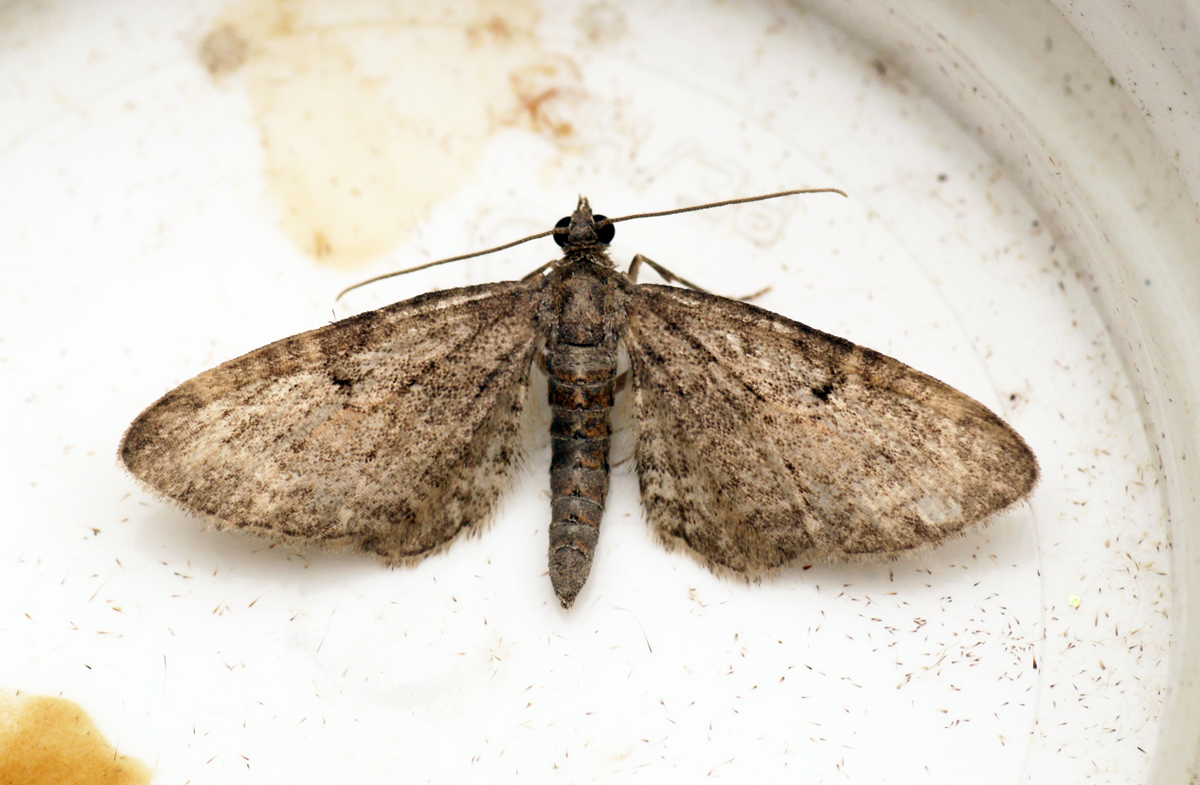